# Karun (shahrestan)
Karun (persiska: شهرستان کارون, Shahrestan-e Karun) är en delprovins (shahrestan) i Iran. Den ligger i provinsen Khuzestan, i den västra delen av landet. Administrativt centrum är staden Kut-e Abdollah.
Delprovinsen hade 105 872 invånare 2016.